# Schweizer SGS 2-12
Le Schweizer SGS 2-12, ou Schweizer Army TG-3A, est un planeur d'entraînement biplace américain à aile basse, conçu et produit pendant la Seconde Guerre mondiale par la Schweizer Aircraft Corporation, à Elmira dans l'État de New York.
Le 2-12 est dérivé du Schweizer SGS 2-8 doté d'une aile intégralement en bois. Il fut conçu spécifiquement pour l'entraînement de pilotes de planeurs de l'United States Army Air Forces (USAAF)  en vue de missions d'assaut aéroporté,.

## Conception et développement
Lorsque les États-Unis entrèrent dans la Seconde Guerre mondiale, en décembre 1941, aucun des services américains n'avait de programme de planeur. L'utilisation de planeurs par les Allemands lors de l'assaut aéroporté sur la forteresse belge d'Ében-Émael, en mai 1940, ainsi que leur utilisation au cours de la bataille de Crète, convainc les militaires américains qu'ils allaient devoir posséder leurs propres unités d'assaut aéroportées dotées de planeurs.
Initialement, l'USAAF contacta les frères Schweizer pour la construction du 2-8, qui entra en service sous les désignations de TG-2 et LNS-1 respectivement pour l'US Army et l'US Marine Corps. Le 2-8 était un bon planeur d'entraînement, mais possédait des ailes en aluminium recouvertes de tissu. Après l'engagement dans la Seconde Guerre mondiale, l'aluminium fut déclaré « matériau stratégique » par les Alliés et son utilisation devait être évitée pour un appareil d'entraînement, afin de le conserver pour les avions envoyés au combat. Il fut alors demandé à Schweizer de dessiner un nouveau planeur n'utilisant plus l'aluminium,.
Les travaux sur le nouveau modèle, désigné SGS-12, débutèrent pendant l'hiver 1941–1942 en parallèle avec l'entrée en production du modèle SGS 2-8,,. Le SGS 2-12 avait une aile en bois à la place de celle en aluminium du 2-8. Lors de la conception de l'appareil, plusieurs autres améliorations demandées par l'USAAF furent incorporées à l'appareil de base, comme la simplification de sa structure pour le rendre plus adapté à une production en masse,,. La nouvelle aile était deux pouces (environ 5 cm) plus grande que la précédente, donnant au SGS-2-12 une finesse légèrement meilleure. Cette envergure plus importante correspondait également mieux à l'appareil celui-ci ayant pris du poids lors de la ré-étude de sa conception. La masse à vide typique était presque le double de celle du 2-8, avec 390 kg,,. L'aile était également plus épaisse, avec un longeron plus gros qui permettait de se passer des renforts installés dans l'aile du 2-8, mais autorisait une vitesse à ne pas dépasser (VNE) plus importante. Enfin, l'aile fut déplacée en position basse sur le fuselage, afin d'améliorer la visibilité de l'instructeur depuis le cockpit arrière, puis reçut des freins de piqué supérieurs et inférieurs équilibrés, remplaçant les aérofreins d'origine du 2-8,,.
Le 2-12 possédait un fuselage en tubes d'acier soudés recouverts de tissu. Les ailes en bois étaient également recouvertes de tissu,. Il reçut le certificat de type G-2-11 après la fin de la guerre, le 27 février 1947, sous la désignation Schweizer Army TG-3A.

## Histoire opérationnelle

### Usage civil et militaire
Un total de 113 TG-3A furent construits pour l'USAAF, incluant trois prototypes XTG-3. Un TG-3A fut construit par Air Glider, dans le cadre d'une commande de 50 TG-3A, mais ses performances ne furent pas à la hauteur des attentes de l'USAAF et les commandes ultérieures furent annulées,,.
Tous les TG-3A restants furent vendus à des écoles de planeurs et des particuliers après la fin de la guerre. Un SGS 2-12 civil fut assemblé par Schweizer pour des essais internes à l'entreprise à la toute fin de la production des TG-3A militaires, amenant le total d'appareils produits à 114.
Le SGS 2-12 est un planeur lourd et de grande taille. Il est également difficile de démonter ses ailes pour l'installer sur une remorque ou pour le stocker. Après la guerre, lorsque beaucoup d'exemplaires furent envoyés dans le monde civil, ces facteurs résultèrent en un soin moins important apporté à ces appareils, la plupart « dormant » à l'extérieur plutôt que dans un hangar ou une remorque bien couverte. Les ailes en bois de nombreux exemplaires souffrirent de détériorations après avoir été exposées longtemps aux éléments.

### Records
Le 2-12 était un planeur robuste, capable de supporter le vol à haute altitude, et il fut un modèle très recherché après la Seconde Guerre mondiale. Certains exemplaires furent utilisés pour établir plusieurs records,.
Le 4 novembre 1945, Frank Hurtt et Paul A. Schweizer battirent le record de vol en multi-place à bord d'un TG-3A. Le vol fut effectué à Harris Hill et dura 9 h 17 min. Il fut le premier record après-guerre établi aux États-Unis. En 1950, Harland Ross établit un nouveau record d'altitude à bord d'un 2-12, montant à 11 003 m,. Betsy Woodward établit également un record d'altitude à bord d'un 2-12,.

## Versions
- XTG-3 : Trois prototypes furent construits, sous la désignation XTG-3[2] ;
- TG-3A : Désignation de la version pour l'US Army Air Forces, pour « Training Glider-3A » (en français : « planeur d'entraînement no 3A »)[2]. Tous les exemplaires revendus à la fin de la guerre étaient des TG-3A. 110 exemplaires furent produits[2] ;
- SGS 2-12 : Désignation d'un exemplaire civil produit par Schweizer et conservé par l'usine pour une utilisation interne[4].

## Utilisateurs

### Militaire
- États-Unis :
  - United States Army Air Forces : Désignation TG-3A.

## Exemplaires préservés
Selon la FAA, en juin 2018 il restait 14 exemplaires du TG-3A en état de vol aux États-Unis
Quelques exemplaires du SGS 2-12 sont actuellement (2025) exposés dans divers musées :
- Le TG-3A portant le numéro de série 42-53120 est exposé à l'Icelandic Aviation Museum, à Akureyri, en Islande. Le club de vol à voile d'Akureyri a acheté ce planeur en 1946. Il a volé pour la dernière fois en 1989 mais est toujours en condition de vol[9],[10] ;
- Un TG-3A a été restauré par la Spartan School of Aeronautics de Tulsa, dans l'Oklahoma, et donné au National Museum of the United States Air Force à Dayton, dans l'Ohio, en décembre 1980[7] ;
- Un TG-3A de 1943, portant le numéro de série N61279 est exposé au National Soaring Museum[11]. Tout le côté gauche de l'appareil — y compris son aile — est exposé à nu sans le revêtement en tissu[3],[11],[12] ;
- Un exemplaire est conservé au Western Antique Aeroplane & Automobile Museum (en)[13] ;
- Un exemplaire est conservé à l'US Southwest Soaring Museum (en)[14].

## Caractéristiques
Données de Jane's All the World's Aircraft 1947.
Caractéristiques générales
- Équipage : 2 pilotes
- Longueur : 8,4 m
- Envergure : 16,47 m
- Hauteur : 2,44 m
- Surface alaire : 22 m2
- Profil : NACA 4416
- Masse à vide : 372 kg
- Masse typique : 544 kg
- Finesse maximale : 24,1 à 84 km/h
- Taux de descente : 0,9 m/s

 Performances 
- Vitesse à ne jamais dépasser : 161 km/h
- Vitesse de remorquage maximale : 160 km/h
- Vitesse de décrochage : 61 km/h
- Charge alaire : 25,1 kg/m2